# دزدان قصابی
دزدان قصابی با نامِ اصلیِ اون گوشت منه! (انگلیسی: That's My Meat) یک فیلم کوتاه کمدی به کارگردانی راسکو آرباکل است که در سال ۱۹۳۱ منتشر شد. از بازیگران این فیلم می‌توان به اَل سنت جان اشاره کرد.

## خلاصه داستان
دو دزد به یک مغازه قصابی دستبرد می‌زنند، اما در صندوق آن پولی نمی‌یابند. درنتیجه گوشت‌ها را می‌دزدند و دست به حراج آنها می‌زنند.